# Länga
Koordinaten: 58° 12′ N, 22° 12′ O
Länga ist ein Dorf (estnisch küla) auf der größten estnischen Insel Saaremaa. Es gehört zur Landgemeinde Saaremaa (bis 2017: Landgemeinde Salme) im Kreis Saare.
Das Dorf hat sechzehn Einwohner (Stand 31. Dezember 2011).